# 王應統
王應統（1664年—1715年），字緒光，號敏齋，山東長山縣（今屬鄒平長山鎮）人。
曾祖父王重明，曾任山西沁州同知，祖父王斐，清順治年間任職於壽州、知州。父親王廷揚，康熙二十三年（1684年）中武舉。
王應統自幼喜歡習武，熟讀兵書。康熙二十六年（1687年）參加鄉試中武舉，翌年，進京趕考，被欽點為狀元。初授山西中路利民參將。康熙三十五年（1696年）隨康熙帝親征噶爾丹。康熙三十六年（1697年），以軍功升為山東總河中軍副將。改授神木副將。康熙三十八年（1699年），調任江南總漕中軍副將。
康熙四十八年（1709年），在絲市街北側建造狀元府。善书法，尤喜王羲之的字帖。嘉庆辛西《长山县志》称“自服官以迄家居，囊无长物，唯有两袖清风，图书数卷而已。”卒後葬於周村城西象山山麓，其妻亦自盡死。